# Lobocleta ostentaria
Lobocleta ostentaria är en fjärilsart som beskrevs av Walker 1861. Lobocleta ostentaria ingår i släktet Lobocleta och familjen mätare. Inga underarter finns listade i Catalogue of Life.